# Mount Connes
Mount Connes je hora v centrální části pohoří Sierra Nevada, v Mono County a Tuolumne County, na východě Kalifornie. Leží těsně za severovýchodní hranicí Yosemitského národního parku, okolo 15 kilometrů západně od známého jezera Mono Lake. S nadmořskou výškou 3 837 metrů náleží Mount Connes mezi dvacet nejvyšších hor Kalifornie s prominencí vyšší než 500 metrů. A je bezprostředně obklopen dalšími vrcholy z první třicítky nejvyšších hor Kalifornie a Sierry Nevady s prominencí vyšší než 500 metrů. Necelých 12 kilometrů jihovýchodně leží Mount Dana (3 992 m), 9 kilometrů východně Mount Warren (3 757 m) a 13 kilometrů severně Twin Peaks (3 756 m). Hora vystupuje 10 kilometrů jižně nad průsmykem Tioga Pass, kterým prochází kalifornská státní silnice č. 120 
Je pojmenovaná podle Johna Connese, senátora za Kalifornii v letech 1863 až 1869.